# Projektledare
En projektledares roll är att planera, styra, leda och koordinera alla aktiviteter och funktioner inom ett projekt. I rollen ingår att styra de olika delarna i projektet, rapportera till styrgrupp, leda projektgrupp och se till att saker och ting fångas upp och inte faller mellan stolarna. Till sin hjälp har projektledaren en projektgrupp som oftast består av specialister inom sina respektive områden, exempelvis ingenjörer, it-konsulter, inköpare och ekonomer. 
Projektledaren ser till att projektet uppnår uppställda mål avseende tid, kostnad och resultat med hjälp av bland annat ledarskap,  tidsplaner med milstolpar, riskanalyser, kontrollplaner och ekonomiuppföljningar.
En projektledare är i sin roll en generalist även om kompetenser och specialiseringar finns. Inom projektledarskapet finns olika certifieringar som IPMA och PMI som kvalitetssäkrar en projektledares kunskaper.
Det finns olika projektstyrningsmodeller som en projektledare bör känna till och arbeta efter. En projektledare har också till uppgift att engagera och motivera sina medlemmar i projektgruppen så att de utför ett bra arbete och levererar rätt sak i rätt tid, till rätt kvalité.